# Kloster Heilig Geist (Neumarkt in der Oberpfalz)
Das Kloster Heilig Geist Neumarkt war ein Kloster der Chorherren vom Heiligen Geist in Neumarkt in der Oberpfalz in Bayern in der Diözese Eichstätt.

## Geschichte
Das dem Heiligen Geist geweihte Kloster wurde 1239 durch Marquard Puttigler, Schultheiß zu Haguenau/Elsass, dessen Sohn Marquard, Schultheiß zu Neumarkt, und Ritter Heinrich Puttigler gegründet. Die Bestätigungsurkunde wurde von Papst Gregor IX. am 11. Januar 1239 ausgestellt. Es lag, wie im Mittelalter üblich, außerhalb der Stadt, und zwar vor dem unteren Stadttor (Nürnberger Tor oder Spittlertor genannt). Das Spital entstand auf Bitten der Brüder vom Orden des Heiligen Geistes des Heilig-Geist-Spitals in Sassia. Das auf den Siegeln des Spitals abgebildete Kreuz mit einer Taube verweist auf die Zugehörigkeit zu dem Orden. Die Laienbrüder des Ordens legten neben den üblichen Gelübden der Armut, der Keuschheit und des Gehorsams auch das Gelübde des Armen- und Krankendienstes ab. Aufgabe des Spitals war die Versorgung mittelloser Bürger im Alter und durchziehender fremder Bedürftiger. Ab dem 14. Jahrhundert kam die Aufnahme von Pfründnern hinzu, die sich damit eine bessere Versorgung sicherten als die kostenfrei Aufgenommenen; nach ihrem Ableben fiel ihr Besitz an das Spital. Neben dem Spitals- und Siechenhaus gehörten auch Wirtschaftsgebäude, ein Friedhof und ein Fischweiher zu dem Spital. Das Spital unterstand den Ordensoberen von Stephansfelden und diese besaßen auch das Visitationsrecht. Mit Ende des 13. Jahrhunderts wurde der Konvent immer stärker klerikalisert. Aus dem Stand der Kleriker sind folgende Spitalsmeister bekannt:
1359 Johanssen von Lauterburg,
1404 Johann Geiersreuter,
1441 Konrad Tanner und 1512 Johann Retzer.
1504 wurde das Spital mit 42 Häusern der Vorstadt im Landshuter Erbfolgekrieg durch die Nürnberger belagert und durch die Neumarkter selbst eingeäschert, da sie dem Feind keine Deckungsmöglichkeit geben wollten.

## Das Heilig-Geist-Spital unter bürgerlicher Verwaltung
Nach längeren Streitigkeiten mit dem als unfähig bezeichneten Spitalmeister Johann Retzer übergab Pfalzgraf Friedrich 1527 das Spital der Stadt. Am 28. Februar 1530 wurde dies von Papst Clemens VII. genehmigt; der Generaloberste des Heilig-Geist-Ordens in Rom war am 24. Juni 1532 bereit, das Spital an die Stadt Neumarkt zu übertragen. Damit ist die Geschichte des Ordensspitals zu Ende gegangen und die Anstalt kam in bürgerliche Hände.

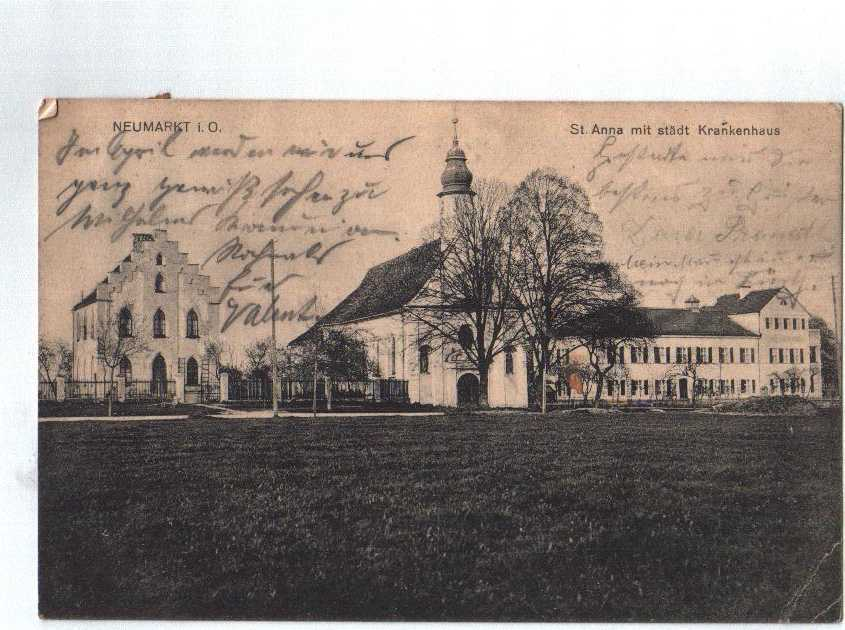
Krankenhaus und Kirche St. Anna in Neumarkt (1914)

Auch im Dreißigjährigen Krieg wurde das noch außerhalb der Stadtmauern liegende Spital von schwedischen Truppen niedergebrannt; der von der Stadt finanzierte Neubau entstand dann innerhalb der Stadtbefestigung. Die der hl. Maria Magdalena geweihte Spitalkapelle erhielt um 1773 eine barocke Ausstattung.
Am 1. Januar 1893 wurden die Einrichtungen Bruderhaus, Schwesternhaus und Spital zur Vereinigten Wohltätigkeitsstiftung zusammengefasst. Das später völlig umgebaute Gebäude wurde 1945 zerstört. Die „Bürgerspital“ genannte Einrichtung besteht bis heute – rein weltlich – mit dem ursprünglichen Stiftungsvermögen. Der Name Spitalgasse und ein Brunnen erinnern an das frühere Heilig-Geist-Spital.